# Curel (Haute-Marne)
Curel ist eine französische Gemeinde mit 407 Einwohnern (Stand: 1. Januar 2022) im Département Haute-Marne in der Region Grand Est. Sie gehört zum Arrondissement Saint-Dizier und ist Mitglied im Gemeindeverband Communauté d’agglomération du Grand Saint-Dizier, Der et Vallées. Die Bewohner werden Curellois und Curelloises genannt.

## Geografie
Curel liegt rund 42 Kilometer nördlich der Stadt Chaumont im Norden des Départements Haute-Marne. Curel liegt östlich des Canal entre Champagne et Bourgogne und der Marne am Fluss L’Osne. Weite Teile des Gemeindegebiets sind bewaldet. Die N67 westlich der Marne und der nächste Anschluss befindet sich in Vecqueville etwa 2 Kilometer südlich.

## Geschichte
Curel gehört historisch zur Bailliage de Chaumont innerhalb der Provinz Champagne. Der Ort gehörte von 1793 bis 1801 zum District Joinville. Zudem von 1793 bis 1801 zum Kanton Curel, von 1801 bis 1976 zum Kanton Chevillon, von 1976 bis 2015 zum Kanton Joinville und seit 2015 zum Kanton Eurville-Bienville. Die Gemeinde war 1801 bis 1926 und 1940 bis 1943 dem Arrondissement Wassy und 1926 bis 1940 dem Arrondissement Chaumont zugeteilt. Seit 1943 gehört sie zum Arrondissement Saint-Dizier. Von 1972 bis 1984 gehörte die Gemeinde Autigny-le-Petit zu Curel.

## Bevölkerungsentwicklung
| Jahr                                                           | 1962 | 1968 | 1975 | 1982 | 1990 | 1999 | 2006 | 2019 |
| -------------------------------------------------------------- | ---- | ---- | ---- | ---- | ---- | ---- | ---- | ---- |
| Einwohner                                                      | 538  | 543  | 568  | 565  | 485  | 424  | 414  | 408  |
| Quellen: Cassini und INSEE; 1975 und 1982 mit Autigny-le-Petit |      |      |      |      |      |      |      |      |

## Sehenswürdigkeiten
- Dorfkirche Notre-Dame-en-sa-Nativité aus verschiedenen Jahrhunderten (mehrheitlich aus dem 16. und 19. Jahrhundert)[1]
- Denkmal für die Gefallenen[2]
- Lavoir (Waschhaus)
- Wegkreuze Croix Michel und an der Place du 8 Mai

## Persönlichkeiten
- Ferdinand Peter Hennequin de Fresnel (1762–1831), österreichischer General der Kavallerie, Ritter des Maria-Theresia-Ordens und zweiter Inhaber des Kürassier-Regiments Nr. 4